# Olympische Jugend-Winterspiele 2012/Teilnehmer (Norwegen)
| Gelbes Symbol für Goldmedaillen mit stilisierten Olympischen Ringen | Graues Symbol für Silbermedaillen mit stilisierten Olympischen Ringen | Braundes Symbol für Bronzemedaillen mit stilisierten Olympischen Ringen |
| ------------------------------------------------------------------- | --------------------------------------------------------------------- | ----------------------------------------------------------------------- |
| 2                                                                   | 5                                                                     | 2                                                                       |

Norwegen nahm an den Olympischen Jugend-Winterspielen 2012 in Innsbruck mit 28 Athleten in neun Sportarten teil.

## Sportarten

### Biathlon
| Athleten                                                                             | Wettbewerb                         | Zeit (Schießfehler) | Rang   |
| ------------------------------------------------------------------------------------ | ---------------------------------- | ------------------- | ------ |
| Jungen                                                                               |                                    |                     |        |
| Kristian André Aalerud                                                               | 7,5 km Sprint                      | 20:04,4 min (2)     | 5      |
| Kristian André Aalerud                                                               | 10 km Verfolgung                   | 30:04,7 min (7)     | 6      |
| Håkon Livik                                                                          | 7,5 km Sprint                      | 20:34,1 min (1)     | 9      |
| Håkon Livik                                                                          | 10 km Verfolgung                   | 30:26,9 min (4)     | 9      |
| Mädchen                                                                              |                                    |                     |        |
| Karoline Næss                                                                        | 6 km Sprint                        | 21:10,6 min (5)     | 36     |
| Karoline Næss                                                                        | 7,5 km Verfolgung                  | 35:07,7 min (8)     | 35     |
| Kristin Sandeggen                                                                    | 6 km Sprint                        | 18:55,5 min (1)     | 11     |
| Kristin Sandeggen                                                                    | 7,5 km Verfolgung                  | 30:55,3 min (4)     | 12     |
| Gemischt                                                                             |                                    |                     |        |
| Karoline Næss Kristin Sandeggen Håkon Livik Kristian André Aalerud                   | Mixed-Staffel                      | 1:13:11,7 h (0+8)   | Silber |
| Kristin Sandeggen Silje Theodorsen Kristian André Aalerud Chrisander Skjønberg Holth | Mixed-Staffel Skilanglauf/Biathlon | 1:06:46,2 h (3+6)   | 9      |

### Curling
| Athleten                                                                | Wettbewerb | Gruppenrunde | Gruppenrunde | Viertelfinale | Viertelfinale | Halbfinale         | Halbfinale         | Spiel um Bronze    | Spiel um Bronze    | Spiel um Bronze |
| Athleten                                                                | Wettbewerb | Siege        | Niederlagen  | Gegner        | Ergebnis      | Gegner             | Ergebnis           | Gegner             | Ergebnis           | Rang            |
| ----------------------------------------------------------------------- | ---------- | ------------ | ------------ | ------------- | ------------- | ------------------ | ------------------ | ------------------ | ------------------ | --------------- |
| Gemischt                                                                |            |              |              |               |               |                    |                    |                    |                    |                 |
| Martin Sesaker, Stine Haalien, Markus Furulund Skogvold, Ina Roll Backe | Team       | 3            | 4            | Schweden      | 0:8           | nicht qualifiziert | nicht qualifiziert | nicht qualifiziert | nicht qualifiziert |                 |

### Eisschnelllauf
| Athleten                 | Wettbewerb  | Durchgang 1 | Durchgang 2 | Gesamt      | Gesamt     |
| Athleten                 | Wettbewerb  | Zeit        | Zeit        | Zeit        | Rang       |
| ------------------------ | ----------- | ----------- | ----------- | ----------- | ---------- |
| Jungen                   |             |             |             |             |            |
| Henrik Fagerli Rukke     | 500 m       | 40,27 s     | 40,37 s     | 80,64 s     | 9          |
| Henrik Fagerli Rukke     | 1500 m      |             |             | 2:05,70 min | 14         |
| Henrik Fagerli Rukke     | Massenstart |             |             | 7:20,50 min | 14         |
| Magnus Myhren Kristensen | 1500 m      |             |             | 2:03,27 min | 9          |
| Magnus Myhren Kristensen | 3000 m      |             |             | 4:19,71 min | 7          |
| Magnus Myhren Kristensen | Massenstart |             |             | 7:14,15 min | 6          |
| Mädchen                  |             |             |             |             |            |
| Martine Lilløy Bruun     | 500 m       | 43,98 s     | 43,53 s     | 87,51 s     | Bronze     |
| Martine Lilløy Bruun     | 1500 m      |             |             | 2:19,79 min | 12         |
| Martine Lilløy Bruun     | Massenstart |             |             | Überrundet  | Überrundet |
| Inga Anne Vasaasen       | 1500 m      |             |             | 2:19,95 min | 13         |
| Inga Anne Vasaasen       | 3000 m      |             |             | 4:55,71 min | 9          |
| Inga Anne Vasaasen       | Massenstart |             |             | Überrundet  | Überrundet |

### Freestyle-Skiing

#### Halfpipe
| Athleten                   | Wettbewerb | Qualifikation | Qualifikation | Finale       | Finale |
| Athleten                   | Wettbewerb | Punkte        | Rang          | Punkte       | Rang   |
| -------------------------- | ---------- | ------------- | ------------- | ------------ | ------ |
| Jungen                     |            |               |               |              |        |
| Johan Berg                 | Halfpipe   | 70,00 Punkte  | 6             | 71,75 Punkte | 7      |
| Mädchen                    |            |               |               |              |        |
| Tiril Sjåstad Christiansen | Halfpipe   | 76,75 Punkte  | 3             | 79,25 Punkte | Silber |

#### Skicross
| Athleten           | Wettbewerb | Qualifikation | Qualifikation | Vorlauf  | Vorlauf  | Halbfinale | Finale   |
| Athleten           | Wettbewerb | Zeit          | Rang          | Punkte   | Rang     | Position   | Position |
| ------------------ | ---------- | ------------- | ------------- | -------- | -------- | ---------- | -------- |
| Jungen             |            |               |               |          |          |            |          |
| Marius Bø Vangsnes | Skicross   | 57,73 Punkte  | 5             | Abgesagt | Abgesagt | Abgesagt   | Abgesagt |

### Nordische Kombination
| Athleten             | Wettbewerb                    | Skispringen | Skispringen | Skispringen   | Langlauf    | Langlauf |
| Athleten             | Wettbewerb                    | Punkte      | Rang        | Zeitrückstand | Zeit        | Rang     |
| -------------------- | ----------------------------- | ----------- | ----------- | ------------- | ----------- | -------- |
| Jungen               |                               |             |             |               |             |          |
| Harald Johnas Riiber | Normalschanze / 5 km Langlauf | 131,3       | 3           | 0:25 min      | 27:30,0 min | 6        |

### Rennrodeln
| Athleten             | Wettbewerb | Durchgang 1 | Durchgang 2 | Gesamt       | Gesamt |
| Athleten             | Wettbewerb | Zeit        | Zeit        | Zeit         | Rang   |
| -------------------- | ---------- | ----------- | ----------- | ------------ | ------ |
| Mädchen              |            |             |             |              |        |
| Karoline Frimo Melås | Einsitzer  | 41,604 s    | 41,240 s    | 1:22,844 min | 18     |
| Gry Martine Mostue   | Einsitzer  | 40,757 s    | 40,760 s    | 1:21,517 min | 8      |

### Ski Alpin
| Athleten               | Wettbewerb   | Durchgang 1 | Durchgang 2        | Gesamt             | Gesamt             |
| Athleten               | Wettbewerb   | Zeit        | Zeit               | Zeit               | Rang               |
| ---------------------- | ------------ | ----------- | ------------------ | ------------------ | ------------------ |
| Jungen                 |              |             |                    |                    |                    |
| Martin Fjeldberg       | Super-G      |             |                    | DNF                | DNF                |
| Martin Fjeldberg       | Riesenslalom | 57,62 s     | 55,27 s            | 1:52,89 min        | 4                  |
| Martin Fjeldberg       | Slalom       | DNF         | nicht qualifiziert | nicht qualifiziert | nicht qualifiziert |
| Martin Fjeldberg       | Kombination  | 1:03,44 min | DNF                | -                  | -                  |
| Marcus Monsen          | Super-G      |             |                    | 1:04,97 min        | 6                  |
| Marcus Monsen          | Riesenslalom | 58,30 s     | 55,03 s            | 1:53,33 min        | 5                  |
| Marcus Monsen          | Slalom       | 40,44 s     | DNF                | -                  | -                  |
| Marcus Monsen          | Kombination  | 1:04,19 min | 38,02 s            | 1:42,21 min        | 4                  |
| Mädchen                |              |             |                    |                    |                    |
| Nora Grieg Christensen | Super-G      |             |                    | 1:05,79 min        | Silber             |
| Nora Grieg Christensen | Riesenslalom | DNF         | nicht qualifiziert | nicht qualifiziert | nicht qualifiziert |
| Nora Grieg Christensen | Slalom       | 43,08 s     | DNF                | -                  | -                  |
| Nora Grieg Christensen | Kombination  | 1:05,54 min | DNF                | -                  | -                  |
| Mina Fürst Holtmann    | Super-G      |             |                    | DNF                | DNF                |

| Athleten                                                                  | Wettbewerb     | Achtelfinale  | Viertelfinale  | Halbfinale       | Finale   | Finale |
| Athleten                                                                  | Wettbewerb     | Ergebnis      | Ergebnis       | Ergebnis         | Ergebnis | Rang   |
| ------------------------------------------------------------------------- | -------------- | ------------- | -------------- | ---------------- | -------- | ------ |
| Gemischt                                                                  |                |               |                |                  |          |        |
| Nora Grieg Christensen Martin Fjeldberg Mina Fürst Holtmann Marcus Monsen | Teamwettbewerb | Schweiz 2 – 1 | Italien 2+ – 2 | Österreich 1 – 3 | Silber   |        |

### Skilanglauf
| Athleten                   | Wettbewerb      | Qualifikation | Qualifikation | Viertelfinale | Viertelfinale | Halbfinale | Halbfinale | Finale             | Finale             |
| Athleten                   | Wettbewerb      | Zeit          | Rang          | Zeit          | Rang          | Zeit       | Rang       | Zeit               | Rang               |
| -------------------------- | --------------- | ------------- | ------------- | ------------- | ------------- | ---------- | ---------- | ------------------ | ------------------ |
| Jungen                     |                 |               |               |               |               |            |            |                    |                    |
| Chrisander Skjønberg Holth | 10 km klassisch |               |               |               |               |            |            | 30:14,1 min        | 4                  |
| Chrisander Skjønberg Holth | Sprint          | 1:43,60 min   | 3             | 1:46,1 min    | 3             | 1:48,6 min | 4          | nicht qualifiziert | nicht qualifiziert |
| Andreas Molden             | 10 km klassisch |               |               |               |               |            |            | 31:16,3 min        | 13                 |
| Andreas Molden             | Sprint          | 1:42,08 min   | 1             | 1:46,3 min    | 1             | 1:46,0 min | 1          | 1:44,1 min         | Gold               |
| Mädchen                    |                 |               |               |               |               |            |            |                    |                    |
| Linn Eriksen               | 5 km klassisch  |               |               |               |               |            |            | 16:03,3 min        | 11                 |
| Linn Eriksen               | Sprint          | 1:56,94 min   | 3             | 2:01,6 min    | 2             | 1:59,3 min | 3          | 1:57,6 min         | Bronze             |
| Silje Theodorsen           | 5 km klassisch  |               |               |               |               |            |            | 15:05,6 min        | 4                  |
| Silje Theodorsen           | Sprint          | 1:55,10 min   | 1             | 1:58,9 min    | 1             | 1:57,2 min | 1          | 1:57,4 min         | Gold               |

### Skispringen
| Athleten               | Wettbewerb    | Erste Runde | Erste Runde | Finale | Finale | Gesamt | Gesamt |
| Athleten               | Wettbewerb    | Weite       | Punkte      | Weite  | Punkte | Punkte | Rang   |
| ---------------------- | ------------- | ----------- | ----------- | ------ | ------ | ------ | ------ |
| Jungen                 |               |             |             |        |        |        |        |
| Mats Søhagen Berggaard | Normalschanze | 77,5 m      | 137,8       | 78,0 m | 140,0  | 277,8  | Silber |
| Mädchen                |               |             |             |        |        |        |        |
| Karoline Røstad        | Normalschanze | 63,5 m      | 96,7        | 62,0 m | 93,1   | 189,8  | 8      |

| Athleten                                                           | Wettbewerb               | Erste Runde | Zweite Runde | Gesamt | Gesamt |
| Athleten                                                           | Wettbewerb               | Punkte      | Punkte       | Punkte | Rang   |
| ------------------------------------------------------------------ | ------------------------ | ----------- | ------------ | ------ | ------ |
| Gemischt                                                           |                          |             |              |        |        |
| Karoline Andrea Røstad Harald Johnas Riiber Mats Søhagen Berggaard | Mixed-Team Normalschanze | 271,2       | 301,2        | 572,4  | 6      |